# باشگاه فوتبال کامل لایرد
باشگاه فوتبال کامل لایرد (به انگلیسی: Cammell Laird Football Club) یک باشگاه فوتبال در شهر برکن‌هد، کشور انگلستان است که در سال ۱۹۰۷ میلادی تأسیس شده است.